# Видиковац Соколарица
Видиковац Соколарица се налази на Соколини и Равној Тари, удаљен је 11 km од Калуђерских Бара у правцу Митровца, на планини Тари, у оквиру НП Тара.
Соколарица је веома узан и стеновит локалитет, на 993 м.н.в., лоциран наспрам видиковца Црњесково. Видиковац није уређен и нема заштитну ограду. Са Соколарице се виде Лађевац, Крстаста стијена, Клисура Раче, Калуђерске Баре, Рачанска шљивовица.

## Галерија
- Поглед са видиковца
- Поглед са видиковца
- Поглед са видиковца
- Поглед са видиковца
- Поглед са видиковца
- Поглед са видиковца
- Поглед са видиковца
- Поглед са видиковца
- Поглед са видиковца
- Поглед са видиковца
- Поглед са видиковца